# American Stars 'n Bars
| 전문가 평가              | 전문가 평가 |
| 평가 점수                | 평가 점수   |
| 출처                     | 점수        |
| ------------------------ | ----------- |
| Allmusic                 | [ 1 ]       |
| Christgau's Record Guide | B+          |
| Pitchfork                | (8.3/10)    |

《American Stars'n Bars》는 캐나다의 포크 록 싱어송라이터 닐 영의 여덟 번째 스튜디오 음반으로 1977년 리프리즈 레코드에서 발매되었다. 29개월에 걸쳐 흩어진 녹음 세션에서 편집된 이 음반은 영의 가장 잘 알려진 노래 중 하나인 〈Like a Hurricane〉을 포함하고 있다. 이 음반은 빌보드 200에서 21위로 정점을 찍었고 미국 음반 산업 협회 골드 인증을 받았다.

## 배경
1976년 여름, 영은 스티븐 스틸스와의 파트너십을 다시 시작하였고, 그 결과 갑작스럽게 끝난 투어와 음반 《Long May You Run》이 탄생하였다. 그 후 그는 크레이지 호스와 함께 올해 두 번째 투어에 나섰지만 1977년 상반기를 밖에서 보냈다. 그의 이전 음반인 《Zuma》는 1975년 11월에 발매되었다. 1977년 4월 세션에서 여러 컨트리 록 작곡을 녹음한 후, 그는 새 음반의 균형을 맞추기 위해 다양한 초기 녹음 날짜의 추가 트랙을 조립했다.
1977년 4월 세션에서는 페달 스틸 기타리스트이자 오랜 기간 영의 협력자였던 벤 키스, 바이올리니스트 캐롤 마예도, 백 보컬리스트 린다 론스태트와 니콜레트 라슨 등 임시 그룹인 "더 불렛츠"로 보강된 크레이지 호스가 참여했다.

## 내용
〈Homegrown〉과 〈Star of Bethlehem〉은 그의 미공개 음반 《Homegrown》으로 예정되어 있었다. 이 두 곡 모두 〈Like a Hurricane〉, 〈Hold Back the Tears〉, 〈Will to Love〉와 함께 발표되지 않은 또 다른 영의 음반 프로젝트인 《Chrome Dreams》로 예정되어 있었다. 9곡 중 7곡은 그의 정규 후원 밴드인 크레이지 호스가 참여하고, 또 다른 곡은 컨트리 음악 스타인 에밀루 해리스가 참여한다. 1977년 4월 세션의 노래들은 모두 컨트리 스타일이다.
이 음반 커버는 배우이자 영의 친한 친구인 딘 스톡웰에 의해 디자인되었는데, 그는 또한 《After the Gold Rush》에 영감을 준 각본을 썼다. 당시 프로듀서 데이비드 브릭스의 여자친구였던 코니 모스코스가 캐나디안 위스키 병을 손에 들고 축 늘어져 있는 모습과 술에 취한 영이 유리바닥에 얼굴을 대고 있는 모습이 담겼다.

## 곡 목록
모든 곡들은 특별한 언급이 없는 한 닐 영에 의해 작사/작곡하였다.
| #  | 제목                       | 작사·작곡                  | 재생 시간 |
| -- | -------------------------- | -------------------------- | --------- |
| 1. | 〈The Old Country Waltz〉  |                            | 2:58      |
| 2. | 〈Saddle Up the Palomino〉 | 영, 팀 드러먼드, 바비 찰스 | 3:00      |
| 3. | 〈Hey Babe〉               |                            | 3:35      |
| 4. | 〈Hold Back the Tears〉    |                            | 4:18      |
| 5. | 〈Bite the Bullet〉        |                            | 3:30      |

| #  | 제목                  | 재생 시간 |
| -- | --------------------- | --------- |
| 1. | 〈Star of Bethlehem〉 | 2:42      |
| 2. | 〈Will to Love〉      | 7:11      |
| 3. | 〈Like a Hurricane〉  | 8:20      |
| 4. | 〈Homegrown〉         | 2:20      |

## 인증
| 국가                       | 인증 | 판매량/출하량 |
| -------------------------- | ---- | ------------- |
| 영국 (BPI)                 | 실버 | 60,000^       |
| 미국 (RIAA)                | 골드 | 500,000^      |
| ^출하량을 기반으로 한 인증 |      |               |